# مشارکت (فلسفه)
مشارکت (بهره‌مندی) (به انگلیسی: Participation) یعنی شریک بودن در چیزی با کسی. مانند شریک بودن در کار، در بهره و در نتیجه و پی آمد.
مشارکت از جمله مفاهیمی است که رویکردهای مختلفی آن را مورد کنکاش قرار داده‌اند.
در شایع‌ترین رهیافت نظری که بر مبنای الگوی خاصی از رفتار سیاسی شهروندان ارائه شده‌است، مشارکت به سه نوع فعال، منفعل و خنثی تقسیم گردیده‌است.
معلم ثالث، ابوعلی مسکویه بر مبنای طبیعت، انسان را اجتماعی می‌داند و معتقد است بر این اساس، انسان حیوان مدنی است، اگر چه او به این حقیقت اذعان دارد که طبع اولیه صرفاً یک گرایش است و هیچ گونه اجباری ایجاد نمی‌کند و با اجتماع گریزی و انزواطلبی انسان هیچ منافاتی ندارد. از این جهت است که او بلافاصله بعد از اثبات مدنی بالطبع بودن بشر، انسان‌ها را به دو گروه تقسیم می‌کند:
1. انسان‌های اجتماع گرا
2. انسان‌های اجتماع گریز.

این تقسیم، بیان گر این حقیقت است که تن دادن به اجتماع، با عقلانیت و ضرورت و قرار داد اجتماعی، هماهنگی و سازگاری دارد؛ یعنی در عین حالی که طبع آدمی حکم به اجتماع گرایی دارد، عقلانیت انسان هم اجتماع را انتخاب می‌کند یا انسان‌ها با قرار داد اجتماعی، چگونگی زندگی خود را تعیین می‌کنند.
در فلسفه افلاطون، مشارکت یا بهره‌مندی، عبارت است از رابطه موجودات محسوس با مثل و رابطه مثل با یکدیگر.
در اصطلاح لاول (Lavelle)، بهره‌مندی عبارت است از نسبت فردی و کلی در یک شعور واحد، یا رابطه بین موجود مطلق و من در فعل آزاد.
لاول گوید: به عوام مردم و به مادّه‌گرایان مگو: ما بخشی از جهان هستیم بلکه بگو: ما در عملی که جهان برای تکوین هستی خود، از آن بازنمی‌ماند، شریک و بهره‌مند از آن هستیم.
لوسین لوی-برول لفظ بهره‌مندی را به معنی نوع تفکری که اقوام ابتدائی را از دیگران جدا می‌کند، به کار برده‌است.
وی گوید: نزد اقوام ابتدائی، موجودات با تمام اختلافی که دارند، یک موجود واحد را تشکیل می‌دهند. به نحوی که می‌توان آنها را چنین توصیف کرد: این وحدت در آن واحد هم ذات آنهاست و هم ذات آنها نیست. آنها معتقد بودند که قوا و کیفیات و افعالی می‌تواند از موجودات صادر شود که در موجودات دیگر تأثیر کند، گر چه ممکن است این موجودات نوع دوم، از آنها فاصله داشته باشند.
بنا بر این در نظر اینان، تقابل بین واحد و کثیر، و مساوی و نامساوی، صدق یکی از دو ضد را در صورت کذب دیگری، ایجاب نمی‌کند. نام برده، این حالات را قانون مشارکت می‌نامد. اما بعداً به جای لفظ قانون لفظ پدیدار را به کار برده‌است.
اصطلاح امکان بهره‌مندی یا قابل بهره‌مندی به چیزی گفته می‌شود که موجب بهره‌مندی مخلوق از خالق شود.